# 第2地対艦ミサイル連隊
第2地対艦ミサイル連隊（だいにちたいかんミサイルれんたい、JGSDF 2nd Surface-to-Ship Missile Regiment：2SSMR）は、陸上自衛隊美唄駐屯地（北海道 美唄市）に駐屯する第1特科団隷下の野戦特科部隊（地対艦ミサイル連隊）である。

## 概要
連隊長は1等陸佐（二）が充てられ、美唄駐屯地司令を兼務し、対艦ミサイルを運用し、脅威となる敵艦艇に対して対艦ミサイルをもって排除することを任務とする。
1993年（平成5年）3月に67式30型ロケット弾発射機を装備する第1特科団直轄部隊の第126特科大隊を母体として88式地対艦ミサイルシステムを装備する2番目の連隊として編成完結。
なお、支援部隊として1996年（平成8年）3月～2024年（令和6年）3月までの間、第12施設群（岩見沢駐屯地）隷下に第302坑道中隊（ミサイル発射機や車両などを敵の攻撃から防護するためのトンネル型掩体（坑道）を掘削する部隊。）が編成されていた。

## 沿革
第126特科大隊
- 1971年（昭和46年）3月25日：第114特科大隊（飯塚駐屯地）を廃止・改編し、第126特科大隊（67式30型ロケット弾発射機装備）が東千歳駐屯地において編成完結[2]。第1特科団に編合。
- 1978年（昭和53年）3月25日：第126特科大隊が東千歳駐屯地から美唄駐屯地に移駐[3]。

第2地対艦ミサイル連隊
- 1993年（平成05年）3月30日：第126特科大隊（美唄駐屯地）を廃止・改編し、第2地対艦ミサイル連隊（88式地対艦誘導弾システム装備）が美唄駐屯地に新編。第1特科団に編合。
- 2000年（平成12年）3月28日：北部方面隊の後方支援体制変換に伴い、直接支援隊を廃止し、整備部門を北部方面後方支援隊第101特科直接支援大隊第4直接支援中隊（美唄駐屯地）へ移管[4]。
- 2011年（平成23年）3月：東北地方太平洋沖地震支援業務として土葬を担当[5]。
- 2025年（令和07年）3月23日：

1. 第4地対艦ミサイル中隊を廃止[6]。装備は第8地対艦ミサイル連隊第3地対艦ミサイル中隊に管理換え。
2. 中隊名を射撃中隊から地対艦ミサイル中隊に改称。

## 部隊編成
- 第2地対艦ミサイル連隊本部
- 本部管理中隊「2地対艦-本」
- 第1地対艦ミサイル中隊「2地対艦-1」：88式地対艦ミサイルシステム（射撃統制装置、発射機、装填機）
- 第2地対艦ミサイル中隊「2地対艦-2」：88式地対艦ミサイルシステム（射撃統制装置、発射機、装填機）
- 第3地対艦ミサイル中隊「2地対艦-3」：88式地対艦ミサイルシステム（射撃統制装置、発射機、装填機）

## 整備支援部隊
新編時は、高射特科群のように野整備部隊として直接支援隊を編成内に加えていたが2000年（平成12年）3月に後方支援体制の変更により第101特科直接支援大隊第4直接支援中隊へと改編され北部方面後方支援隊隷下となった。
- 第2地対艦ミサイル連隊直接支援隊「2地対艦-直支」（美唄駐屯地）：1993年（平成5年）3月30日から2000年（平成12年）3月27日の間。
- 北部方面後方支援隊第101特科直接支援大隊第4直接支援中隊「101特直支-4」（美唄駐屯地）：2000年（平成12年）3月28日から。

## 主要幹部
| 官職名                                    | 階級    | 氏名     | 補職発令日     | 前職                                 |
| ----------------------------------------- | ------- | -------- | -------------- | ------------------------------------ |
| 第2地対艦ミサイル連隊長 兼 美唄駐屯地司令 | 1等陸佐 | 辛島雅和 | 2025年03月17日 | 陸上自衛隊富士学校特科部訓練評価室長 |

| 代 | 氏名       | 在職期間                        | 前職                                  | 後職                                                    |
| -- | ---------- | ------------------------------- | ------------------------------------- | ------------------------------------------------------- |
| 01 | 西大忠徳   | 1993年03月30日 - 1995年03月22日 | 第1特科団本部付                       | 第11師団司令部幕僚長                                    |
| 02 | 加賀谷貞司 | 1995年03月23日 - 1998年03月31日 | 陸上幕僚監部教育訓練部教育課 企画班長 | 陸上自衛隊幹部学校主任教官                              |
| 03 | 加藤清彦   | 1998年04月01日 - 2000年07月31日 | 第1師団司令部第4部長                  | 第1高射特科団副団長                                     |
| 04 | 濵崎哲郎   | 2000年08月01日 - 2002年12月01日 | 陸上自衛隊幹部学校学校教官            | 自衛隊鳥取地方連絡部長                                  |
| 05 | 畑中二郎   | 2002年12月02日 - 2005年07月31日 | 陸上自衛隊幹部学校学校教官            | 陸上自衛隊研究本部主任研究開発官                        |
| 06 | 竹末正市   | 1998年08月01日 - 2007年07月31日 | 陸上自衛隊富士学校主任教官            | 自衛隊帯広地方協力本部長                                |
| 07 | 田原義信   | 2007年08月01日 - 2009年03月23日 | 情報本部勤務                          | 情報本部情報官                                          |
| 08 | 河野玄治   | 2009年03月24日 - 2011年04月18日 | 陸上自衛隊富士学校主任教官            | 陸上自衛隊幹部学校主任教官                              |
| 09 | 石津吉康   | 2011年04月19日 - 2013年03月31日 | 陸上自衛隊研究本部研究員              | 自衛隊山梨地方協力本部長                                |
| 10 | 石橋克伸   | 2013年04月01日 - 2015年03月31日 | 統合幕僚学校 国際平和協力センター長   | 陸上自衛隊研究本部主任研究開発官                        |
| 11 | 木之田進   | 2015年04月01日 - 2017年03月22日 | 陸上幕僚監部開発官付総括班長          | 陸上幕僚監部防衛部付                                    |
| 12 | 長友康     | 2017年03月23日 - 2019年07月31日 | 陸上自衛隊富士学校主任教官            | 陸上自衛隊教育訓練研究本部 総合企画官                   |
| 13 | 小橋史行   | 2019年08月01日 - 2021年03月25日 | 防衛研究所主任研究官                  | 陸上自衛隊教育訓練研究本部勤務                          |
| 14 | 後藤信久   | 2021年03月26日 - 2023年03月12日 | 情報本部勤務                          | 陸上幕僚監部指揮通信システム・情報部 情報課情報保全室長 |
| 15 | 木村健一   | 2023年03月13日 - 2025年03月16日 | 中部方面総監部人事部厚生課長          | 陸上自衛隊富士学校特科部副部長                          |
| 16 | 辛島雅和   | 2025年03月17日 -                | 陸上自衛隊富士学校特科部訓練評価室長  |                                                         |

## 主要装備
- 88式地対艦誘導弾システム
- 1/2tトラック / 73式小型トラック
- 1 1/2tトラック / 73式中型トラック
- 3 1/2tトラック / 73式大型トラック
- 9mm拳銃
- 89式5.56mm小銃
- 12.7mm重機関銃
- 小型ドーザ

## 警備隊区
美唄市、月形町

## 廃止部隊
- 2000年（平成12年）3月27日廃止
  - 第2地対艦ミサイル連隊直接支援隊「2地対艦-直支」（美唄駐屯地）：北部方面後方支援隊第101特科直接支援大隊第4直接支援中隊へ改編。

- 2025年（令和07年）3月23日廃止
  - 第2地対艦ミサイル連隊第4地対艦ミサイル中隊「2地対艦-4」（美唄駐屯地）：装備は第8地対艦ミサイル連隊第3地対艦ミサイル中隊に管理換え。